# Farfisa Pergamon
| Farfisa Pergamon              |
| ----------------------------- |
| Farfisa Pergamon              |
| Fußlagen                      |
| Obermanual: 9 (verdoppelbar)  |
| Untermanual: 5 (verdoppelbar) |
| Pedalerie: 2                  |
| Allgemeines                   |
| Produktion: 1981–1984         |
| Gewicht: ca. 200 Kilogramm    |
| Kaufpreis (1984): 16.000 DM   |

Die Farfisa Pergamon ist eine analoge elektronische Spinettorgel der italienischen Firma Farfisa (FAbbriche Riunite di FISArmoniche).
Sie wurde im Jahr 1981 der Öffentlichkeit vorgestellt und lag mit einem Verkaufspreis von 16.000 DM im oberen Preissegment. Aufgrund des hohen Gewichtes von annähernd 200 Kilogramm und der großen Abmessungen des Spieltisches wurde dieses Modell ausschließlich als Standmodell produziert. Eine transportable Variante wurde nicht angeboten. Das massive Holzgehäuse und das Wurzelholzdesign des Spieltisches verleihen dieser Orgel mit den marmorierten Schaltern das typisch italienische Design. Die Beleuchtung der Bedienelemente und des Notenhalters erfolgt über zahlreiche Soffittenlampen. Farfisa setzte in dieser Orgel auf einen aufwändigen mechanischen Leslie und nicht auf eine elektronische Simulation. Die Produktion der Farfisa Pergamon wurde aufgrund der zuvor erfolgten Übernahme durch die Firma Bontempi im Jahr 1984 eingestellt.

## Spieltisch
Der Spieltisch verfügt über 2 Manuale mit jeweils 4 Oktaven. Für das Obermanual stehen 9 Fußlagen zur Verfügung, wobei das Untermanual mit 5 Fußlagen ausgestattet ist. Durch eine getrennt schaltbare Fußlagenverdoppelung beider Manuale erreicht die Pergamon ein bemerkenswertes Klangvolumen. Die Aufteilung des Spieltisches in 9 Gruppen erleichtert dem Organisten die Übersicht und schnelle Konfiguration der Orgel. Die Beleuchtung des Spieltisches erfolgt über 9 Soffitten, die unterhalb des Notenhalter über die gesamte Orgelbreite ein warmes und blendfreies Licht bereitstellen. Das Obermanual ist zum Untermanual um eine Oktave nach rechts versetzt. Der gesamte Spielbereich kann bei Nichtbenutzung durch einen großzügigen Rolldeckel gegen Schmutz und Beschädigung geschützt werden.

### Hauptkonfigurationseinheit
Alle Grundeinstellungen der Orgel werden in dieser Gruppe vorgenommen. Die Einstellung für das Ober- und Untermanual und die Konfiguration der Pedalerie erfolgen über Kippschalter, die die verschiedenen Gruppen aktivieren und auf den gewünschten Spielbereich setzen. Das Hinzufügen der Monosynthesizereinstellungen auf die Pedalerie ist hier ebenso zu finden wie die Aktivierung der Percussions-, Blas- und Streichinstrumente, die natürlich in Brilliance und Lautstärke zu regulieren sind. Zusätzlich finden sich Sonderfunktionen zu den genannten Gruppen, die spezielle Modulationen zulassen. Die gesamte Orgel kann durch ein Pitching einer bestimmten Tonlage angepasst werden ohne diese explizit spielen zu müssen.

### Rhythmuseinheit
Die Rhythmuseinheit wird durch 16 Basisrhythmen definiert, die sich folgendermaßen zusammensetzen:
Bossanova, Samba, ChaCha, Rock 1, Disco, Swing, March, Waltz, Beguine, Rhumba, Afro, Rock2, Slow Rock, Dixie, March, Jazz Waltz
Jeder Rhythmus verfügt über eine zweite Variante, die sich durch veränderte Percussion unterscheidet. Entsprechende Soli können manuell oder automatisch vordefinierten Takten eingefügt werden. Dem einzelnen Rhythmus kann eine Hintergrundstimme zugeordnet werden, die aus Harpsichord, Organ, Strings, Funky oder Brass bestehen kann. Bei der Bassbegleitung kann zwischen Wechsel- und Laufbass gewählt werden. Der Rhythmus lässt sich in Geschwindigkeit und Lautstärke regeln, wobei für jeden separaten Rhythmus eine vorprogrammierte Standardgeschwindigkeit verfügbar ist.

### Monosynthesizer

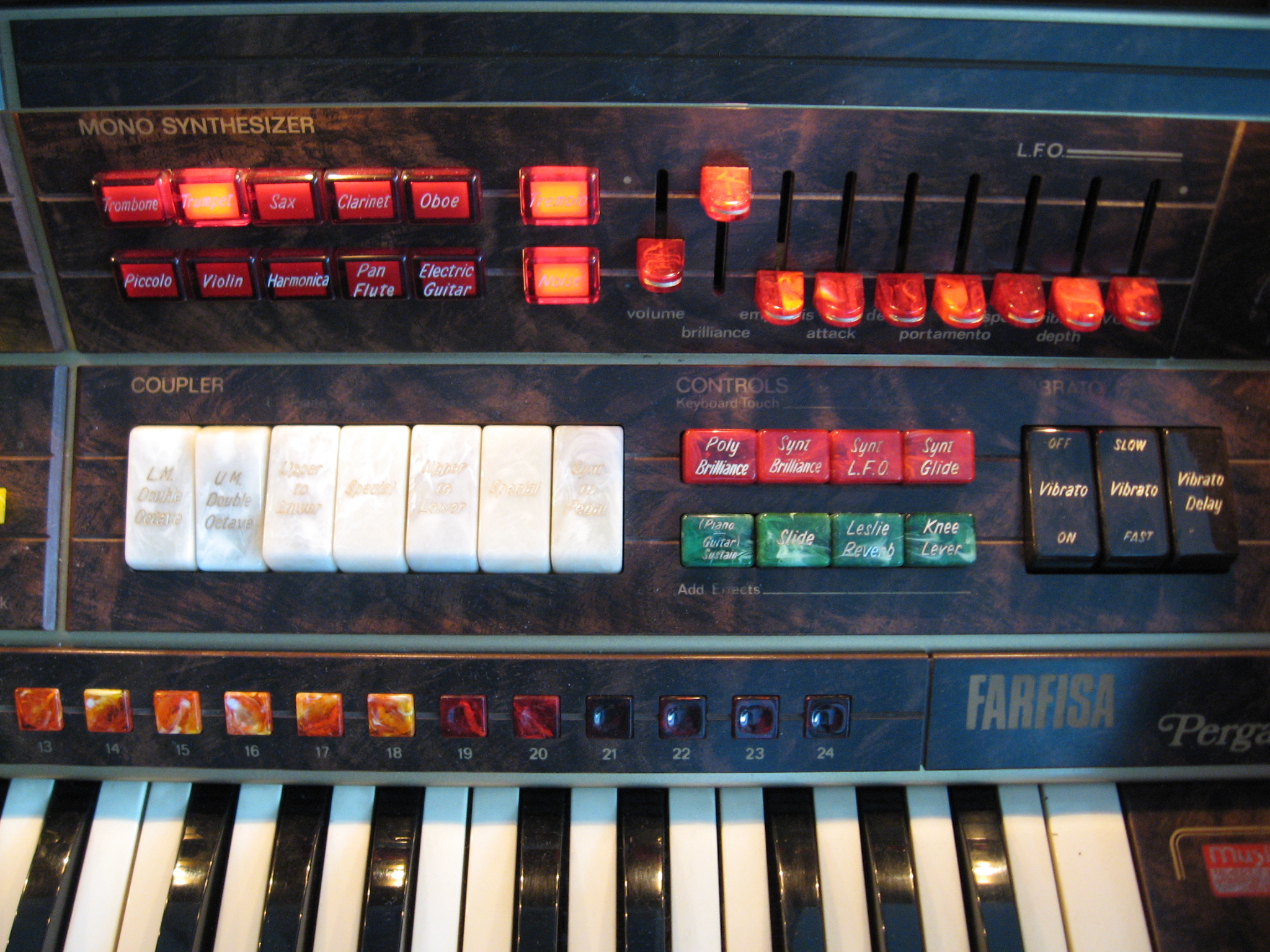
Monosynthesizer

Die Farfisa Pergamon verfügt über einen LFO-Synthesizer (Low Frequency Oscillator), der sich aus mehreren Basisinstrumenten zusammensetzt, die einzeln moduliert werden können. Er setzt sich aus folgenden Instrumenten zusammen: Trombone, Trumpet, Sax, Clarinet, Oboe, Piccolo, Violin, Harmonica, Pan Flute und Electric Guitar. Die Modulation der Soloinstrumente erfolgt mit entsprechenden Schiebereglern, die die Bereiche Lautstärke, Brilliance, Emphasis, Attack, Delay, Portamento, Speed, und Vibration Depth abdecken. Mit den entsprechenden Kombinationsmöglichkeiten eröffnet sich dem Organisten eine große Bandbreite an diversen Klängen und neuen, selbst erstellten Instrumenten. Die Klangvariationen können dem Obermanual oder der Pedalerie zugeordnet werden. Durch eine Keyboard Touch Funktion, die dem Obermanual eine regelbare Druckempfindlichkeit verleiht, ist die Kombination mit anderen Instrumenten zu jeder Zeit durch intensiveren Druck auf die Tasten möglich. Die „Noise“-Funktion schaltet ein Anblasrauschen, welches in Verbindung mit der Panflöte oder dem Saxophon einen sehr realistischen Klang erzeugt.

### Zugriegelsystem

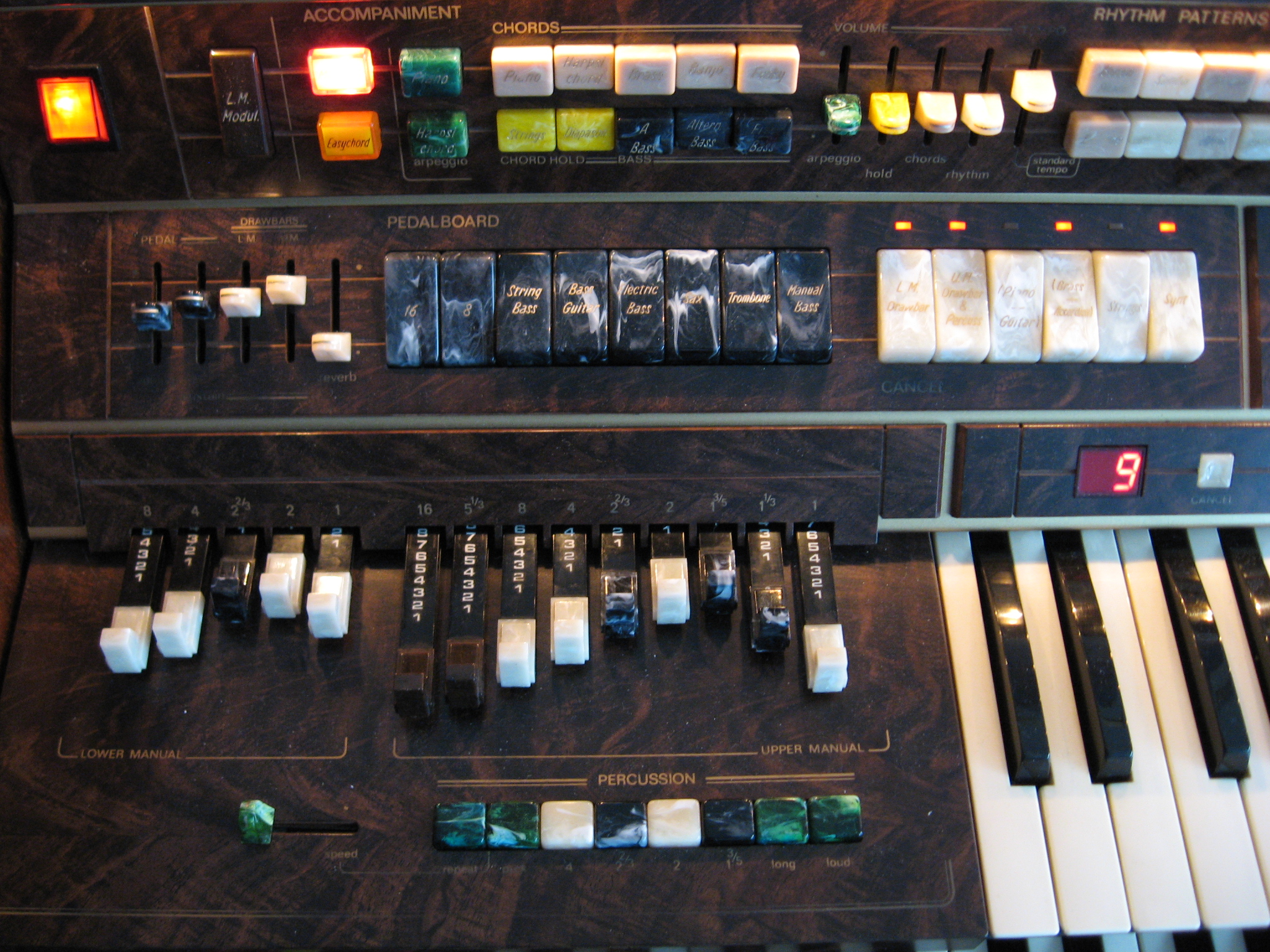
Die Zugriegel

Der Orgelklang der Pergamon wird über das Zugriegelsystem links liegend vom Obermanual konfiguriert. 5 Zugriegel für das Untermanual und 9 Zugriegel für das Obermanual erlauben durch eine feine Rasterung die genaue Einstellung des gewünschten Klangvolumens. Eine spezielle Funktion erlaubt die Verdoppelung der Fußlagen auf 18 bzw. 10 Fußlagen. Die Pedalerie ist davon ausgenommen.
Obermanual: 16, 5 1/3, 8, 4, 2 2/3, 2, 1 3/5, 1 1/3, 1
Untermanual: 8, 4, 2 2/3, 2, 1
Eine Simulation des elektromechanischen Anschlagklicks der älteren Hammond-Orgeln ist in verschiedenen Variationen zuschaltbar.

### Polyphone Instrumente

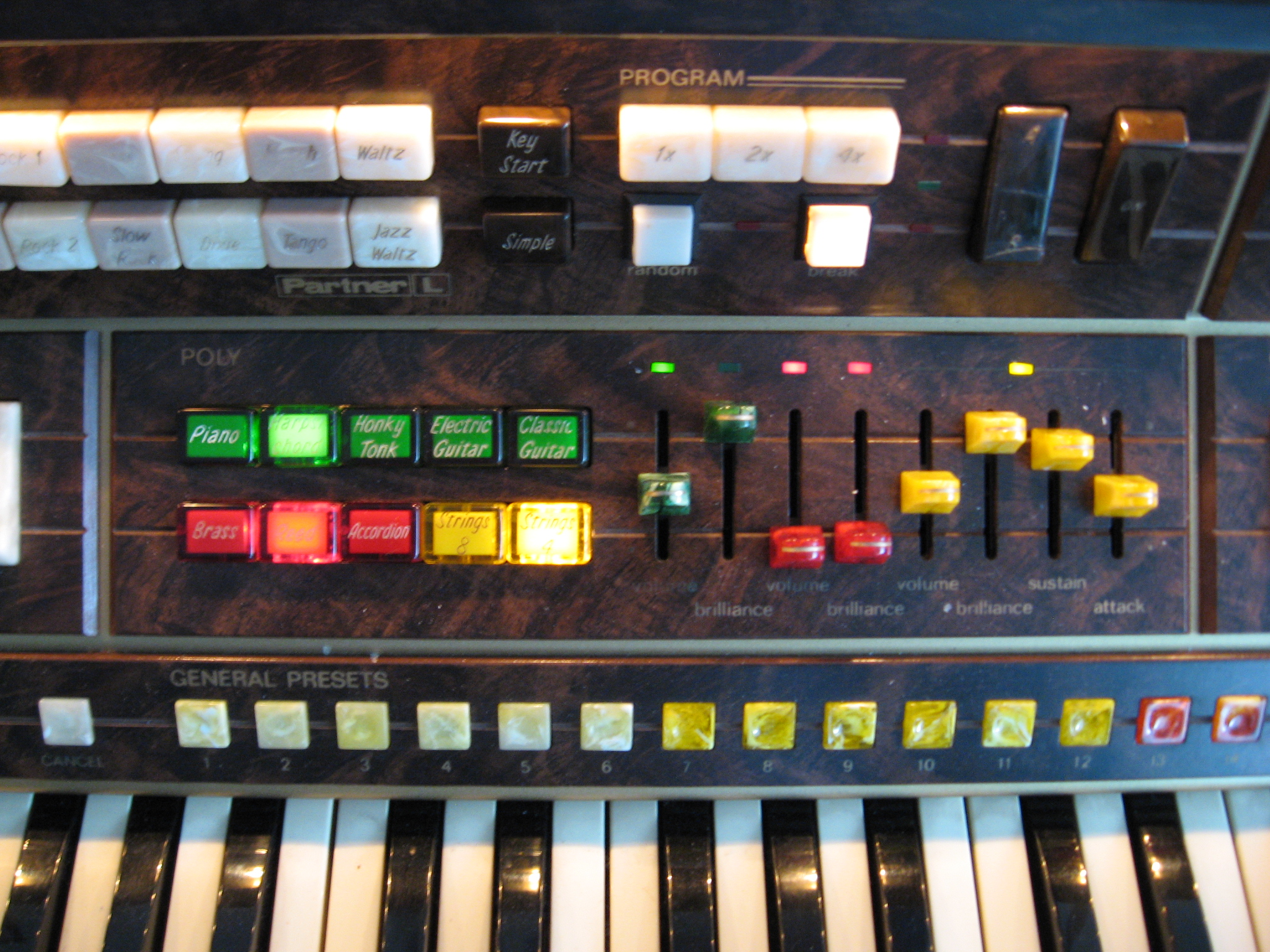
Die polyphonen Instrumente

Die polyphone Gruppe beinhaltet 3 Untergruppen. Jedes Instrument oder Instrumentengruppe kann durch entsprechende Regelung der Lautstärke und Brilliance verändert werden. Die Gruppe der Streicher verfügt zusätzlich über eine Echo- und Verzögerungsfunktion.
Gruppe 1: Piano, Harpsichord, Honky Tonk, Electric Guitar, Classic Guitar
Gruppe 2: Brass, Reed, Accordion
Gruppe 3: Strings 8, Strings 4
Diese Instrumentengruppen sind modulierbar und durch weitere Sonderfunktionen veränderbar.

### Festregister

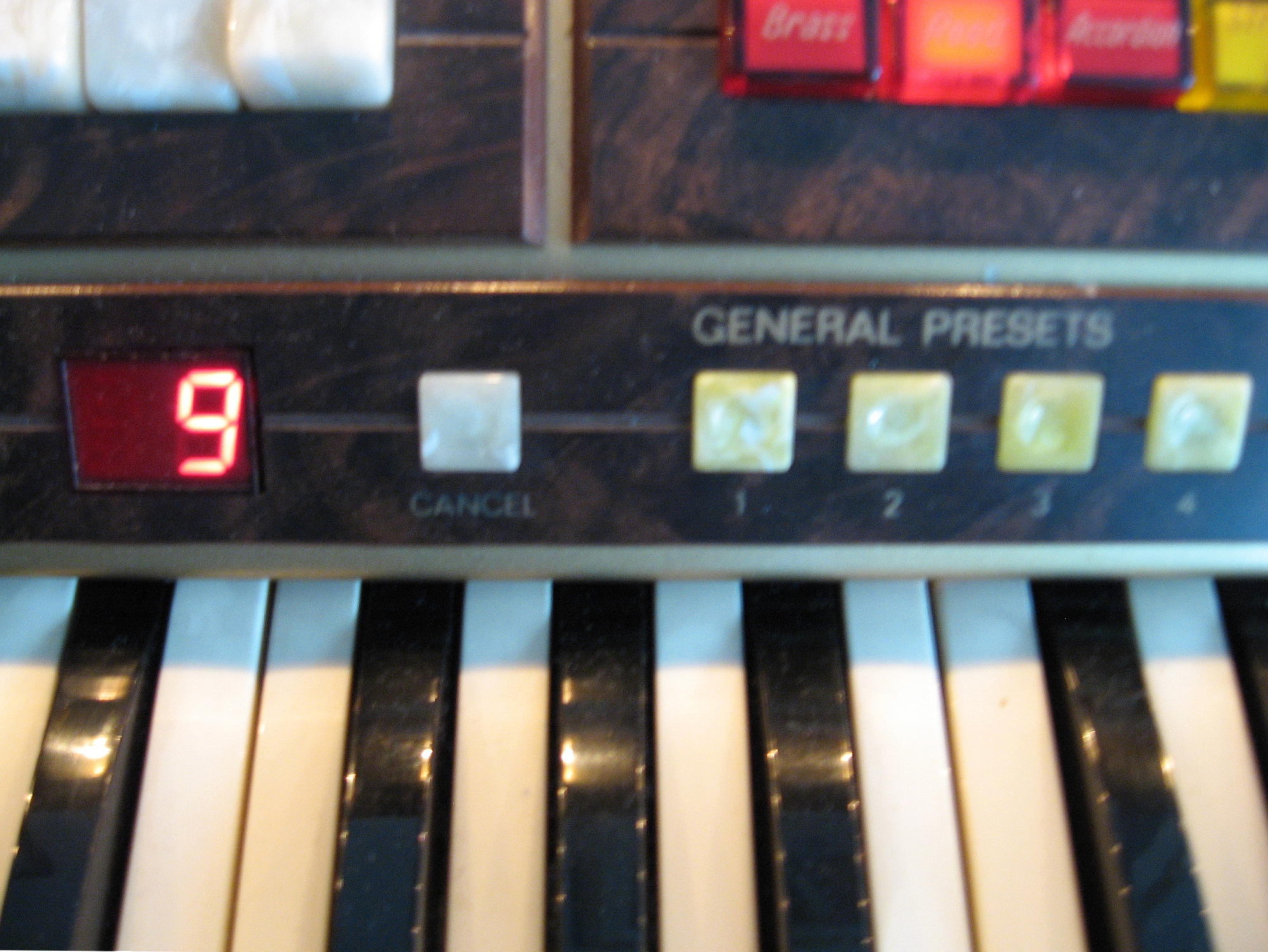
Die Festregister

Die Pergamon verfügt über 24 General Presets, die ab Werk vorprogrammierte Klangvariationen zur Verfügung stellen, die durch den Organisten durch einfachen Fingerdruck abrufbar sind. Die aktuelle Programmnummer wird auf einer 2-stelligen LED-Anzeige mitgeteilt. 4 General Presets sind für eigene Klangkreationen reserviert und können individuell belegt werden. Eine farbliche Zuordnung der Hauptgruppen erleichtert die Auswahl aus den Bereichen Organ, Percussion, Brass und Strings. Die Festregister umfassen die Konfiguration der gesamten Orgel. Um ein besonders breites Klangspektrum abzudecken, ist es dem Organisten möglich, die manuelle Konfiguration mit den Festregistern zu kombinieren. Eine mechanische Einrichtung unter dem Spieltisch, der „Knee Lever“, macht dieses möglich. Durch eine Betätigung wird in Sekundenbruchteilen das zuvor ausgewählte Festregister aktiviert und die Umkonfiguration der Orgel vorgenommen.

### Modulation

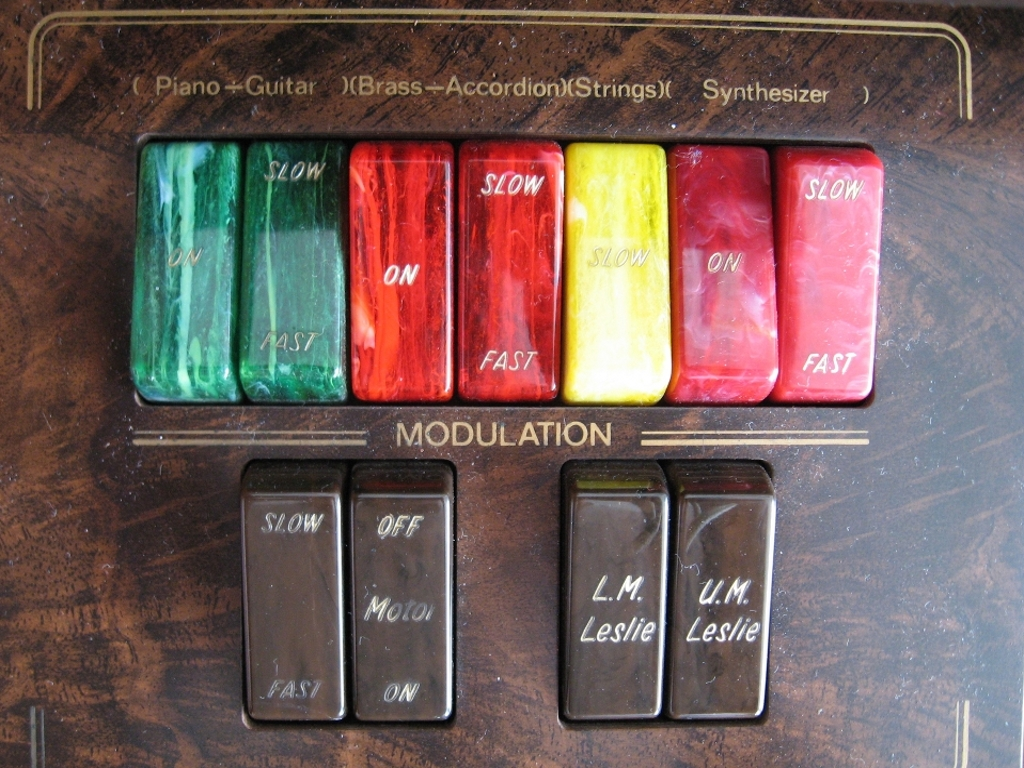
Die Modulation

Die Modulation dient zur Anpassung und Veränderung der Basisstimmen aus dem Bereich der polyphonen Instrumente und des Monosynthesizer. Das Ergebnis ist ein weicherer, leicht vibrierender Effekt. Die Percussionsinstrumente erhalten durch eine leichte Tonverschiebung einen Honky Tonk Effekt, der speziell beim Piano den bekannten Klang eines „Westernklavier“ hervorruft. Die Einstellung des mechanischen Leslie für die Geschwindigkeit und getrennte Zuschaltung auf die Manuale wird in dieser Gruppe ebenfalls vorgenommen. Die Gruppe der Streichinstrumente erhält durch diese Modulation ein satteres Klangvolumen.

### „Vocal Chorus“

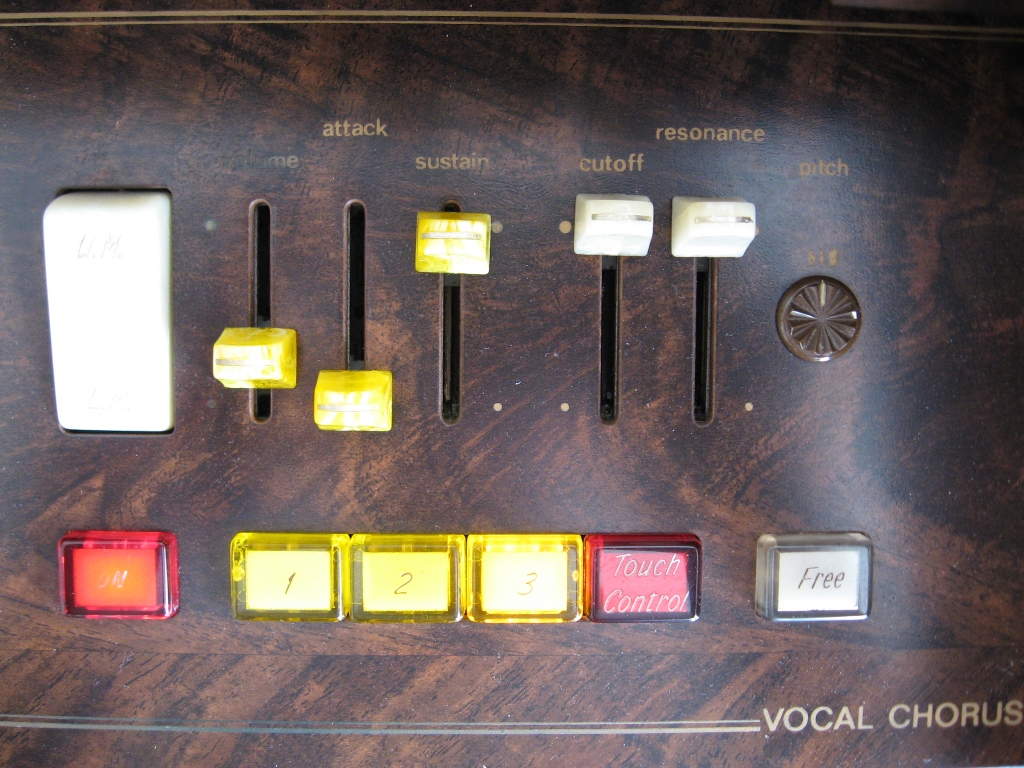
Der Vocal Chorus

Dieser  „menschliche Chor“ wurde 1981 von der Firma Farfisa vorgestellt. Es handelt sich um einen sehr echt wirkenden Gesang, der in 3 Stufen oder individuell konfiguriert werden kann. Die Zuordnung auf das Ober- oder Untermanual und die Feineinstellung über die Regler für die Lautstärkeanpassung, Verzögerung und Echo-Funktion erlauben weitgehende Effekte. Speziell in sakralen Stücken kommt dieser Chor in Verbindung mit den 18 Fußlagen sehr gut zur Geltung. Dieses Feature lässt sich aber auch hervorragend als Background bei normalen Stücken einsetzen, wodurch ein insgesamt stimmiger Sound entsteht. Dem Vocal Chorus steht ein eigenes Pitching zur Tonartanpassung zur Verfügung.

### Pedalerie
Die Pedalerie der Pergamon besteht aus 13 Stummelpedalen, die über 2 Fußlagen verfügen. Diese sind mit den Instrumenten String Bass, Bass Guitar, Electric Bass, Sax und Trombone kombinierbar. Das Hinzufügen und Modulieren der Monosynthesizerstimmen auf die Pedalerie ermöglicht eine weitere vielfältige Klangvariation.
Fußlagen der Pedalerie: 16, 8

## Technische Bilddokumentation
Der Zugang zur Technik der Farfisa Pergamon erfolgt durch eine mehrfach verschraubte Rückwand, die mit Hilfe zweier Haltegriffe abgenommen werden kann. Die obere Abdeckung wird nach hinten aus den Führungen herausgezogen und gibt die oberen Hauptplatinen sowie die Platinen für die Rhythmusgruppe und den Synthesizer frei. Die obere Abdeckplatte beinhaltet die beiden Stromabnehmer für die Notenhalterbeleuchtung. Die Hauptplatinen sind auf drei Ebenen vertikal montiert, die durch entsprechende Drehgelenke herausklappbar sind und den Zugriff erleichtern. Die beiden Manuale sind von unten durch jeweils zwei Schrauben mit dem Gehäuse verbunden und werden durch zwei seitliche Drehgelenke nach oben geklappt um den Zugang zu diesem Gehäusebereich, der Modulationsgruppe und dem „Vocal Chorus“ freizugeben. Im unteren Gehäuseteil befindet sich die primäre Spannungsversorgung und die Transformatoreneinheit. Das Gehäuse des mechanischen Leslie und der weiteren Lautsprecher sind übersichtlich und leicht zugänglich untergebracht.
Die folgenden Bilder dokumentieren den Innenaufbau der Farfisa Pergamon:
|  |  |  |
|  |  |  |